# Bethelium subopacum
Bethelium subopacum är en skalbaggsart som beskrevs av Lea 1918. Bethelium subopacum ingår i släktet Bethelium och familjen långhorningar. Inga underarter finns listade.